# 왕삼석
왕삼석(王三錫)은 고려 충숙왕 때의 간신이다. 

## 생애
원래 남만(南蠻) 사람으로, 일찍이 장삿배(商船)을 따라 원(元)나라 서울 연경(燕京)에 가 남의 집에서 얻어먹고 있었다. 
충숙왕이 연경에 있을 때 왕이 총애하는 측근자를 통해서 보고 매우 기뻐하여 고려로 돌아올 때 데리고 왔다. 의술(醫術)로 임금에게 아첨하니 임금은 그를 대단히 신임하여 사부(師傅 : 스승)로 삼았었다. 임금의 신임을 믿고, 현명·유능한 사람들을 시기하며, 벼슬을 팔고, 죄 없는 사람을 잡아 가두고, 대관(臺官)들을 대궐 안에서 공공연히 모함하기에 이르렀다. 그래도 충숙왕은 깨닫지 못하였다. 또 양재(梁載)라는 외국인을 우문군(佑文君)에 봉하는 등 조정을 쥐고 흔들었다. 유학제거(儒學提擧)가 되었을 때는 성균관의 대성전에 모신 공자의 상(像)을 흙으로 본뜨려 하였다. 성균관에서 이 무엄한 짓을 못하도록 대성전의 문을 닫고 들여놓지 않으니 그는 임금에게 모함하여 성균관의 직원들을 체포케 하고 그들을 파면시킨 일도 있었다.